# バーサ・マホーニー・ミラー
バーサ・マホーニー・ミラー（英語: Bertha Mahony Miller, 1882年 - 1969年）、別名バーサ・マホーニーはアメリカ合衆国の書店経営者・雑誌編集長・出版社経営者である。児童文学を普及させる活動を主導し、マサチューセッツ州ボストンで「少年少女のための本屋」(The Bookshop for Boys and Girls) を開業し、児童文学をレビューする雑誌である『ホーン・ブック・マガジン』を創刊した。『ホーン・ブック・マガジン』はアメリカにおける最古の児童文学専門雑誌であり、児童向け出版の分野においては最も良く知られている刊行物のひとつである。ホーン・ブック社を創設し、社長もつとめた。

## 来歴

### 生い立ち
バーサ・マホーニー・ミラーは1882年3月13日にマサチューセッツ州ロックポートで生まれた。アイルランド系の家庭の出身であった。1902年にシモンズ・カレッジに入学した。卒業後、一時期書店で働いたが、すぐに辞めている。1906年、ボストンの女子教育労働組合で秘書補として働き始めた。女子教育労働組合では子どものための演劇を上演するプロジェクトを担当していた。

### 書店創設
1915年8月、バーサ・マホーニー・ミラーは『アトランティック・マンスリー』誌に掲載されたアール・バーンズの記事「女性のための新しい職業」("A New Profession for Women") を読んだが、この記事は書店業を女性向けの職業として称揚するものであった。既にバーサは子ども向けの演劇についての仕事をしており、この記事を読んで子ども向けの書店を作りたいという気持ちが芽生えた。バーサは書店や児童書について学ぶために旅に出、ニューヨークでは児童図書館の分野で大きな業績をあげていたアン・キャロル・ムーアにも会っている。
1916年、バーサは女子教育労働組合の理事に働きかけ、組合の事業として「少年少女のための本屋」を創設した。バーサは自らの書店に良書を置くべく選書に心血を注ぎ、1917年には『少年少女のための本：購入お薦めリスト』(Books for Boys and Girls: Suggestive Purchase List) を刊行している。「少年少女のための本屋」の移動支店として、トラックに本を積んでニューイングランドを回るブックキャラバンも始めた。しかしながらブックキャラバンは利益を出せず、バーサが支持者に懇願したにもかかわらず、2年ほどで廃止されてしまった。
「少年少女のための本屋」は1921年に引っ越しし、子どものみならず大人向けの本も扱う書店としてリニューアルオープンした。大人も入れるようにすることで子どもをもっと呼び込みたいと考え、大人向けの本にも言及した新しい看板も設置した。

### ホーン・ブック・マガジン
1924年、バーサは書店の共同経営者であったエリナー・ホイットニー・フィールドとともに児童書の専門雑誌である『ホーン・ブック・マガジン』を創設した。この雑誌は隔月発行で、子ども向けの本をレビューする雑誌としては最古のものである。バーサが書いた創刊号の論説によると、『ホーン・ブック・マガジン』の使命は「少年少女のための良い本をラッパ (horn) を吹き鳴らして知らせること」である。
1936年にバーサはウィリアム・デイヴィス・ミラーと結婚した。1937年に女性教育労働組合が「少年少女のための本屋」を売却し、書店営業は続けられなくなった。これ以降、バーサとエリナーは雑誌編集に専念するようになった。バーサは1950年に雑誌編集を引退した。

### ホーン・ブック社
1951年、バーサは雑誌編集を引退し、出版社であるホーン・ブック社を設立した。ホーン・ブック社は児童書の出版社で、1944にはビアトリクス・ポターの『壁の振り子時計』(Wag-by-Wall) をバーサによる前書きつきで死後出版している。
バーサは1969年に亡くなった。亡くなった後に『ホーン・ブック・マガジン』では追悼特集が組まれた。

## 顕彰
1955年にWNBA賞（旧称コンスタンス・リンジー・スキナー賞）を受賞している。1967年にはカトリック図書館協会よりレジーナ・メダルを受賞した。2000年6月にはアメリカ図書館協会の名誉記念晩餐会で顕彰された。